# Municipio de Westland
El municipio de Westland (en inglés: Westland Township) es un municipio ubicado en el condado de Guernsey en el estado estadounidense de Ohio. En el año 2010 tenía una población de 2073 habitantes y una densidad poblacional de 31,54 personas por km².

## Geografía
El municipio de Westland se encuentra ubicado en las coordenadas 39°57′47″N 81°40′40″O / 39.96306, -81.67778. Según la Oficina del Censo de los Estados Unidos, el municipio tiene una superficie total de 65.72 km², de la cual 65,48 km² corresponden a tierra firme y (0,37 %) 0,25 km² es agua.

## Demografía
Según el censo de 2010, había 2073 personas residiendo en el municipio de Westland. La densidad de población era de 31,54 hab./km². De los 2073 habitantes, el municipio de Westland estaba compuesto por el 97,2 % blancos, el 1,06 % eran afroamericanos, el 0,19 % eran amerindios, el 0,1 % eran asiáticos y el 1,45 % eran de una mezcla de razas. Del total de la población el 0,77 % eran hispanos o latinos de cualquier raza.